# Макракоми (дим)
Макрако́ми (греч. Δήμος Μακρακώμης) — община (дим) в Греции. Входит в периферийную единицу Фтиотида в периферии Центральная Греция. Население 16 036 жителей по переписи 2011 года. Площадь 836,564 квадратного километра. Плотность 19,17 человека на квадратный километр. Административный центр — Сперхиас. Димархом на местных выборах 2014 года избран Тимиос Папаэфтимиу (Θύμιος Παπαευθυμίου).
Община Макракоми создана в 1835 году. Названа по древнему городу Макра Кома (Μακρά Κώμη, «большая деревня») в Локриде близ фессалийской границы. В 1912 году (ΦΕΚ 261Α) община была упразднена. В 1990 году (ΦΕΚ 111Α) вновь создана община. В 2010 году (ΦΕΚ 87Α) по программе «Калликратис» к общине присоединены упразднённые общины Айос-Еорьос-Тимфристос и Сперхиада, а также сообщество Тимфристос.

## Административное деление

Административное деление общины:
1 — Сперхиада
2 — слева направо: Тимфристос, Айос-Еорьос-Тимфристос, Макракоми

Община (дим) Макракоми делится на 4 общинные единицы.